# Calefacció elèctrica

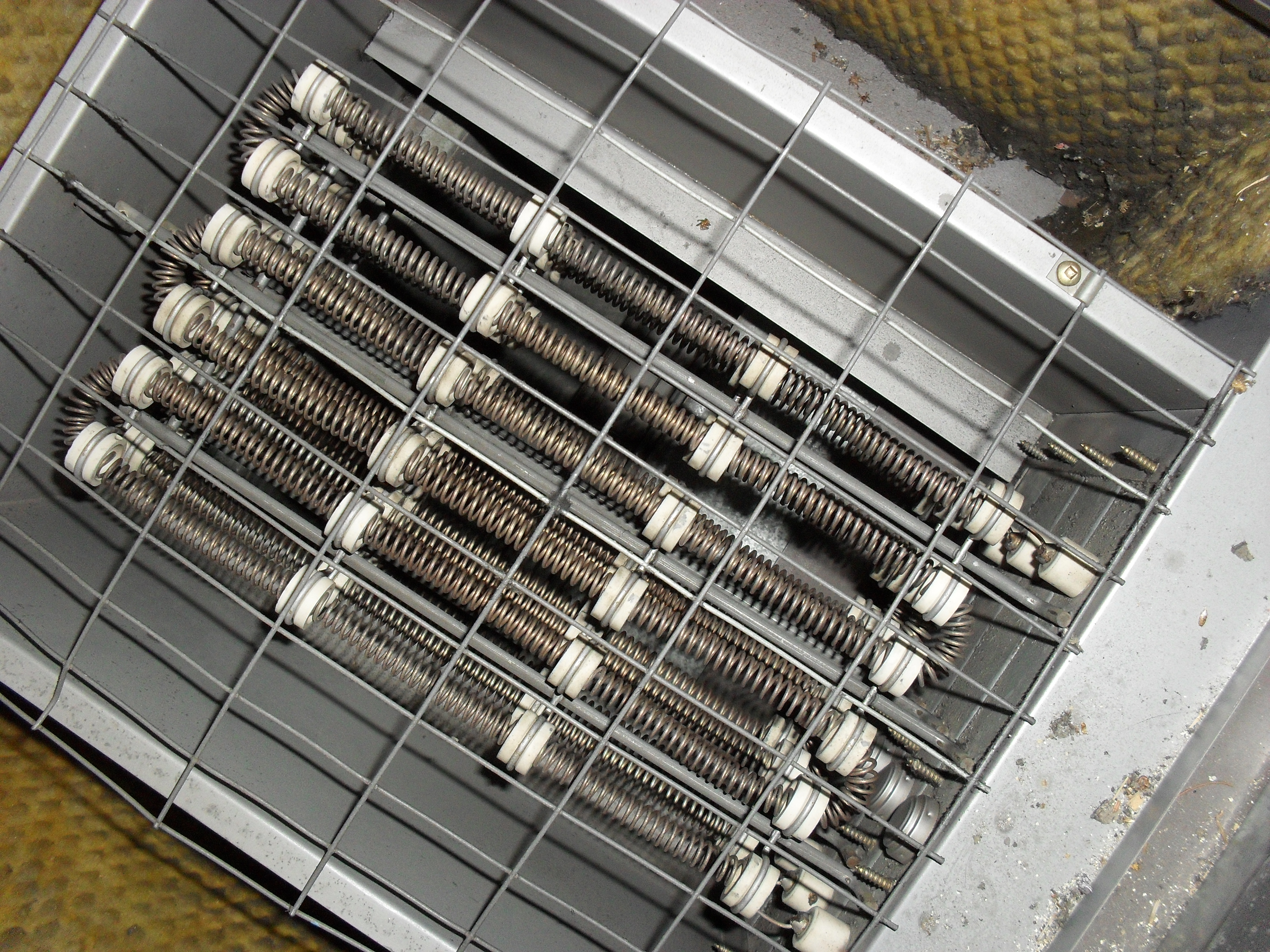
30 serpentines de calefacció de resistència kW

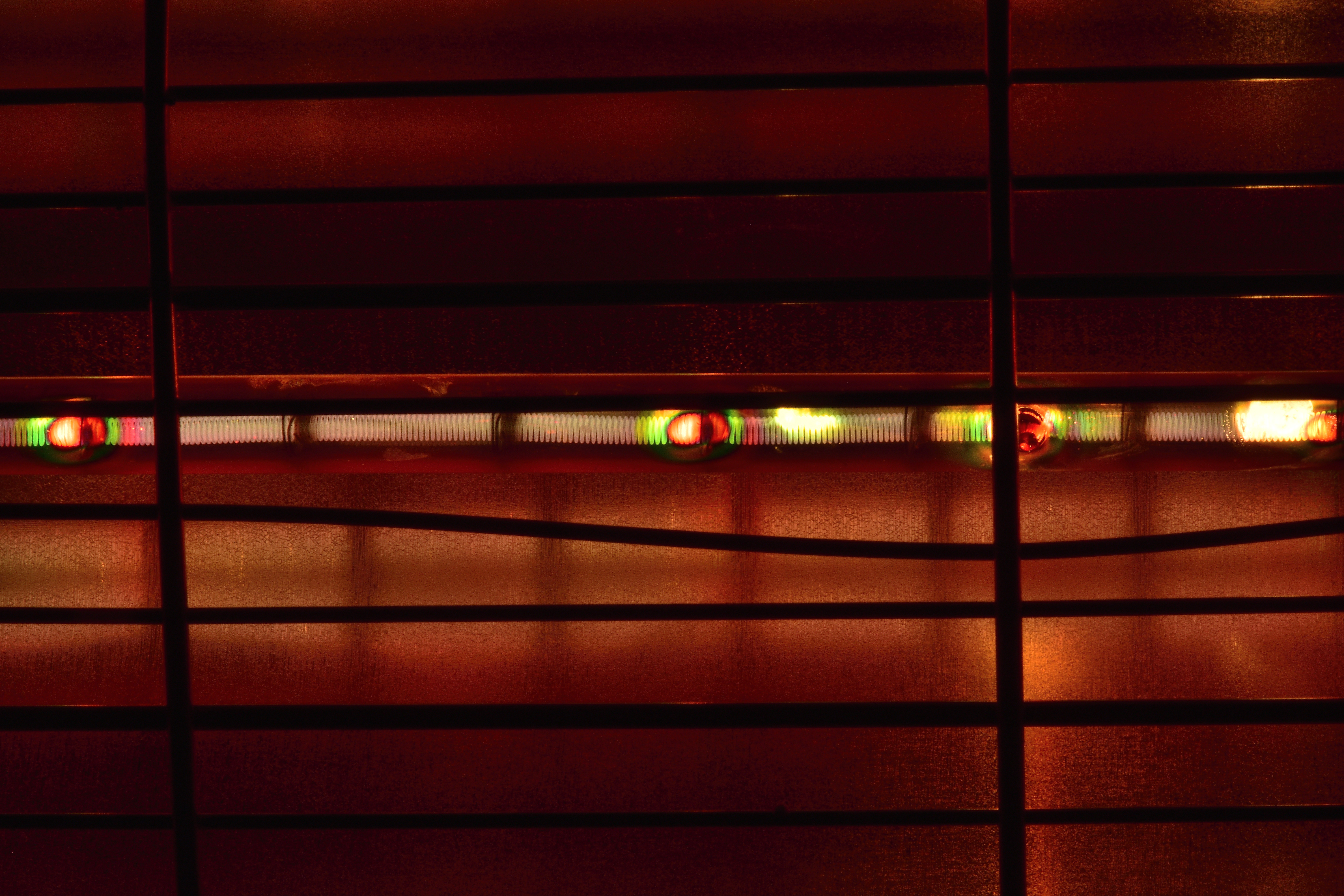
Aquest calefactor radiant utilitza làmpades halògenes de tungstè.

La calefacció elèctrica és un procés en el qual l'energia elèctrica es converteix directament en energia tèrmica. Les aplicacions habituals inclouen la calefacció d'espais,la cocció, l'escalfament d'aigua i els processos industrials. Un calefactor elèctric és un dispositiu elèctric que converteix el corrent elèctric en calor. L'element calefactor dins de cada calefactor elèctric és una resistència elèctrica i funciona segons el principi de l'escalfament Joule : un corrent elèctric que passa per una resistència convertirà aquesta energia elèctrica en energia tèrmica. La majoria dels dispositius de calefacció elèctrics moderns utilitzen filferro de nicrom com a element actiu; l'element calefactor, representat a la dreta, utilitza filferro de nicrom suportat per aïllants ceràmics.
Alternativament, una bomba de calor pot aconseguir al voltant del 150% - 600% d'eficiència per a la calefacció, o COP 1,5 - 6,0 Coeficient de rendiment, perquè utilitza energia elèctrica només per transferir l'energia tèrmica existent. La bomba de calor utilitza un motor elèctric per conduir un cicle de refrigeració invertit, que extreu energia tèrmica d'una font externa com el terra o l'aire exterior (o l'interior d'una nevera) i dirigeix aquesta calor cap a l'espai a escalfar (en cas que d'una nevera, la cuina). Això fa un ús molt millor de l'energia elèctrica que la calefacció elèctrica directa, però requereix equips molt més cars, a més de fontaneria. Alguns sistemes de calefacció poden funcionar a l'inrevés per a la climatització de manera que l'espai interior es refredi i fins i tot es descarregui aire o aigua més calents a l'exterior o al sòl.

## Calefacció d'espais
La calefacció s'utilitza per escalfar els interiors dels edificis. Els calefactors d'espai són útils en llocs on la manipulació de l'aire és difícil, com ara els laboratoris. S'utilitzen diversos mètodes de calefacció elèctrica d'espais.

### Calefactors radiants d'infrarojos

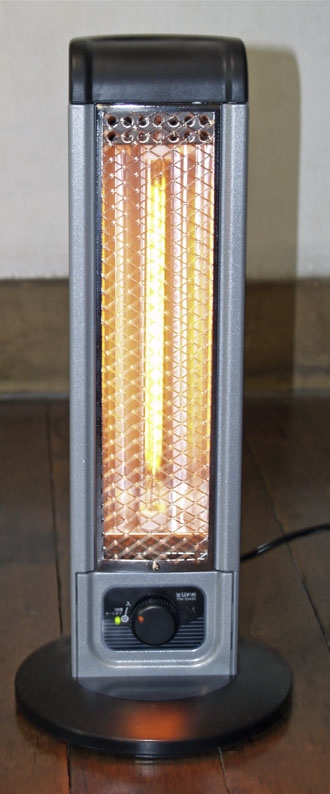
Calefactor radiatiu elèctric

La calefacció elèctrica per radiació infraroja utilitza elements calefactors que assoleixen una temperatura elevada. L'element s'acostuma a empaquetar dins d'un sobre de vidre semblant a una bombeta i amb un reflector per dirigir la sortida d'energia lluny del cos de el calefactor. L'element emet radiació infraroja que viatja per l'aire o l'espai fins que xoca amb una superfície absorbent, on es converteix parcialment en calor i es reflecteix parcialment. Aquesta calor escalfa directament les persones i els objectes de l'habitació, en lloc d'escalfar l'aire. Aquest estil de calefactor és especialment útil a les zones per on flueix l'aire sense calefacció. També són ideals per a soterranis i garatges on es desitja calefacció puntual. De manera més general, són una opció excel·lent per a la calefacció específica de la tasca.
Els calefactors radiants funcionen en silenci i presenten el major perill potencial d'ignició dels mobles propers a causa de la intensitat focalitzada de la seva sortida i la manca de protecció contra el sobreescalfament. Al Regne Unit, aquests aparells de vegades s'anomenen focs elèctrics, perquè originàriament s'utilitzaven per substituir focs oberts.
El medi actiu de el calefactor representat en aquesta secció és una bobina de filferro de resistència al nicrom dins d'un tub de sílice fosa, oberta a l'atmosfera als extrems, encara que existeixen models on la sílice fosa està segellada als extrems i l'aliatge de resistència no és nicrom..

### Calefactors de convecció

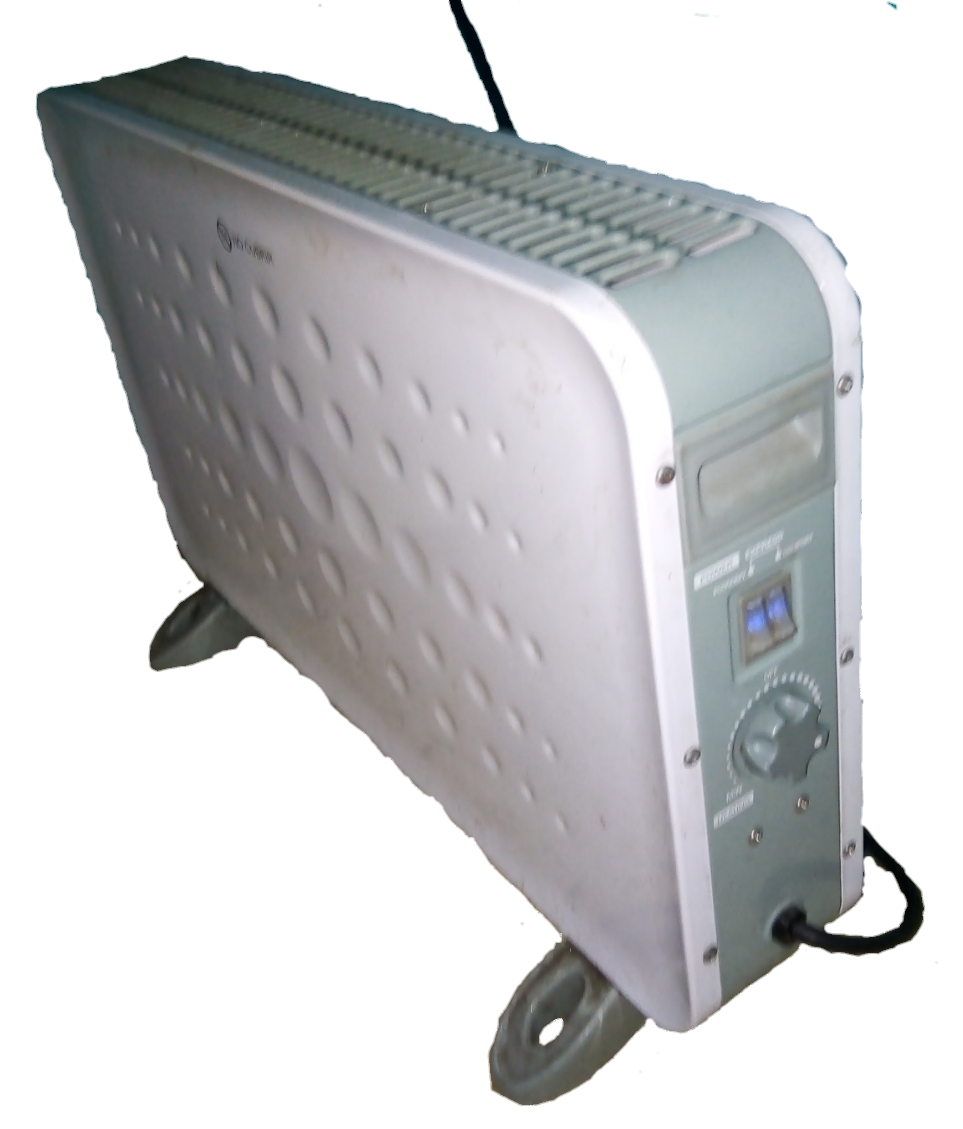
Un calefactor elèctric de convecció.

En un calefactor de convecció, l'element calefactor escalfa l'aire en contacte amb ell per conducció tèrmica. L'aire calent és menys dens que l'aire fresc, de manera que s'eleva a causa de la flotabilitat, permetent que hi entri més aire fresc per ocupar el seu lloc. Això estableix un corrent de convecció d'aire calent que puja de el calefactor, escalfa l'espai circumdant, es refreda i després repeteix el cicle. Aquests calefactors de vegades s'omplen d'oli o fluid tèrmic. Són ideals per escalfar un espai tancat. Funcionen en silenci i tenen un menor risc d'ignició si entren en contacte no desitjat amb els mobles en comparació amb els calefactors elèctrics radiants.

### Calefactors de ventilador
Un calefactor de ventilador, també anomenat calefactor de convecció forçada, és una mena de calefactor de convecció que inclou un ventilador elèctric per accelerar el flux d'aire. Funcionen amb un soroll considerable causat pel ventilador. Tenen un risc moderat d'ignició si entren en contacte no desitjat amb els mobles. El seu avantatge és que són més compactes que els calefactors que utilitzen convecció natural i també són rendibles per a sistemes de calefacció portàtils i d'habitacions petites.

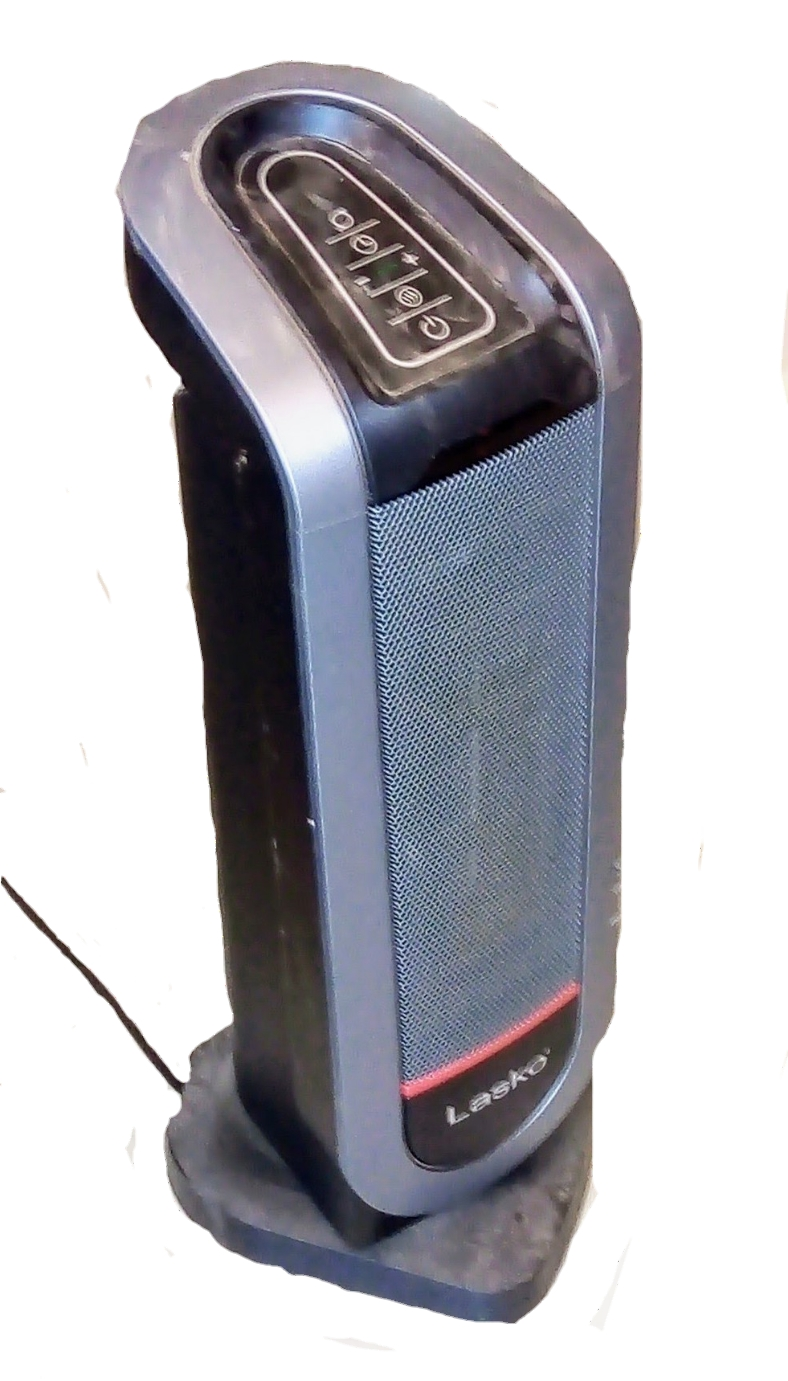
Calefactor de torre

### Calefacció d'emmagatzematge
Un sistema de calefacció d'emmagatzematge aprofita els preus de l'electricitat més barats, venuts durant els períodes de baixa demanda, com ara la nit. Al Regne Unit, això s'anomena Economy 7. El calefactor d'emmagatzematge, bàsicament el que fa és emmagatzemar la calor en maons d'argila, després l'allibera durant el dia quan cal. Els calefactors d'emmagatzematge més nous es poden utilitzar amb diferents tarifes. Tot i que encara es poden utilitzar amb l'economia 7, es poden utilitzar amb tarifes diürnes. Això es deu a les característiques de disseny moderns que s'afegeixen durant la fabricació. Juntament amb els nous dissenys, l'ús d'un termòstat o sensor ha millorat l'eficiència de el calefactor d'emmagatzematge. Un termòstat o sensor és capaç de llegir la temperatura de l'habitació i canviar la sortida de el calefactor en conseqüència..
L'aigua també es pot utilitzar com a mitjà d'emmagatzematge de calor.

### Calefacció per terra radiant elèctrica domèstica
Un sistema elèctric de calefacció per terra radiant té cables de calefacció encastats al terra. El corrent flueix a través d'un material de calefacció conductor, subministrat directament des de la tensió de línia (120 o 240 volts) o a baixa tensió des d'un transformador. Els cables escalfats escalfen el sòl per conducció directa i s'apagaran quan arribi a la temperatura fixada pel termòstat del sòl. Una superfície de terra més càlida irradia calor a les superfícies circumdants més fredes (sostre, parets, mobles.) que absorbeixen la calor i reflecteixen tota la calor no absorbida a altres superfícies encara més fresques. El cicle de radiació, absorció i reflexió comença lentament i s'alenteix lentament apropant-se a les temperatures de consigna i deixa de tenir lloc un cop s'ha arribat a l'equilibri total. Un termòstat de terra o un termòstat d'habitació o una combinació controla l'encesa/apagada del sòl. En el procés d'escalfament radiant, una fina capa d'aire que està en contacte amb les superfícies escalfades també absorbeix una mica de calor i això crea una mica de convecció (circulació d'aire). Contràriament a la creença, la gent no s'escalfa per aquest aire circulant escalfat o per convecció (la convecció té un efecte de refredament), sinó que s'escalfa per la radiació directa de la font i la reflexió del seu entorn. La comoditat s'aconsegueix a una temperatura de l'aire més baixa gràcies a l'eliminació de l'aire circulant. La calefacció radiant experimenta els nivells de confort més alts, ja que l'energia pròpia de les persones (± 70 watts per a un adult) (ha d'irradiar en temporada de calefacció) està en equilibri amb el seu entorn. En comparació amb el sistema de calefacció per convecció basat en la investigació acadèmica, la temperatura de l'aire es pot reduir fins a 3 graus. Una variant és utilitzar tubs plens d'aigua calenta circulant com a font de calor per escalfar el terra. El principi de calefacció segueix sent el mateix. Tant els sistemes de calefacció per terra elèctrics d'estil antic com els d'aigua calenta (hidrònics) integrats a la construcció del sòl són lents i no poden respondre als canvis meteorològics externs o als requisits interns de la demanda/estil de vida. L'última variant col·loca sistemes de calefacció elèctrica especialitzats i mantes directament sota la decoració del terra i a sobre d'aïllament addicional, tot col·locat a la part superior dels pisos de construcció. Els sòls de construcció es mantenen freds. El canvi principal de posicionament de la font de calor li permet respondre en qüestió de minuts als canvis meteorològics i als requisits de la demanda interna, com ara l'estil de vida dins/fora, a la feina, descans, son, més gent present/cuinant, etc.

### Sistema d'il·luminació
En les grans torres d'oficines, el sistema d'il·luminació s'integra juntament amb el sistema de calefacció i ventilació. La calor residual de les làmpades fluorescents es capta a l'aire de retorn del sistema de calefacció; en els grans edificis una part substancial de l'energia tèrmica anual es subministra pel sistema d'il·luminació. Tanmateix, aquesta calor residual es converteix en una responsabilitat quan s'utilitza l'aire condicionat. Aquestes despeses es poden evitar integrant un sistema d'il·luminació eficient energèticament que també crea una font de calor elèctrica.

### Bombes de calor
Una bomba de calor utilitza un compressor d'accionament elèctric per operar un cicle de refrigeració que extreu l'energia tèrmica de l'aire exterior, el sòl o l'aigua subterrània, i trasllada aquesta calor a l'espai a escalfar. Un líquid contingut a la secció de l'evaporador de la bomba de calor bull a baixa pressió, absorbint l'energia tèrmica de l'aire exterior o del sòl. A continuació, el vapor es comprimeix mitjançant un compressor i es canalitza a una bobina del condensador dins de l'edifici per escalfar-se. La calor del gas dens calent és absorbida per l'aire de l'edifici (i de vegades també s'utilitza per a l'aigua calenta sanitària) fent que el fluid de treball calent es torni a condensar en un líquid. Des d'allà, el fluid d'alta pressió torna a passar a la secció de l'evaporador on s'expandeix a través d'un orifici i a la secció de l'evaporador, completant el cicle. Durant els mesos d'estiu, el cicle es pot invertir per traslladar la calor fora de l'espai condicionat i cap a l'aire exterior
Les bombes de calor poden obtenir calor de baix grau de l'aire exterior en climes suaus. A les zones amb temperatures mitjanes d'hivern molt per sota del punt de congelació, les bombes de calor de font terrestre són més eficients que les bombes de calor de font d'aire perquè poden extreure la calor solar residual emmagatzemada al sòl a temperatures més càlides que les que es poden obtenir de l'aire fred. Segons l'EPA dels EUA, les bombes de calor geotèrmiques poden reduir el consum d'energia fins a un 44% en comparació amb les bombes de calor d'aire i fins a un 72% en comparació amb la calefacció per resistència elèctrica. L'elevat preu de compra d'una bomba de calor enfront dels calefactors de resistència es pot compensar quan també es necessita aire condicionat

## Calefacció líquida

### Calefactor d'immersió

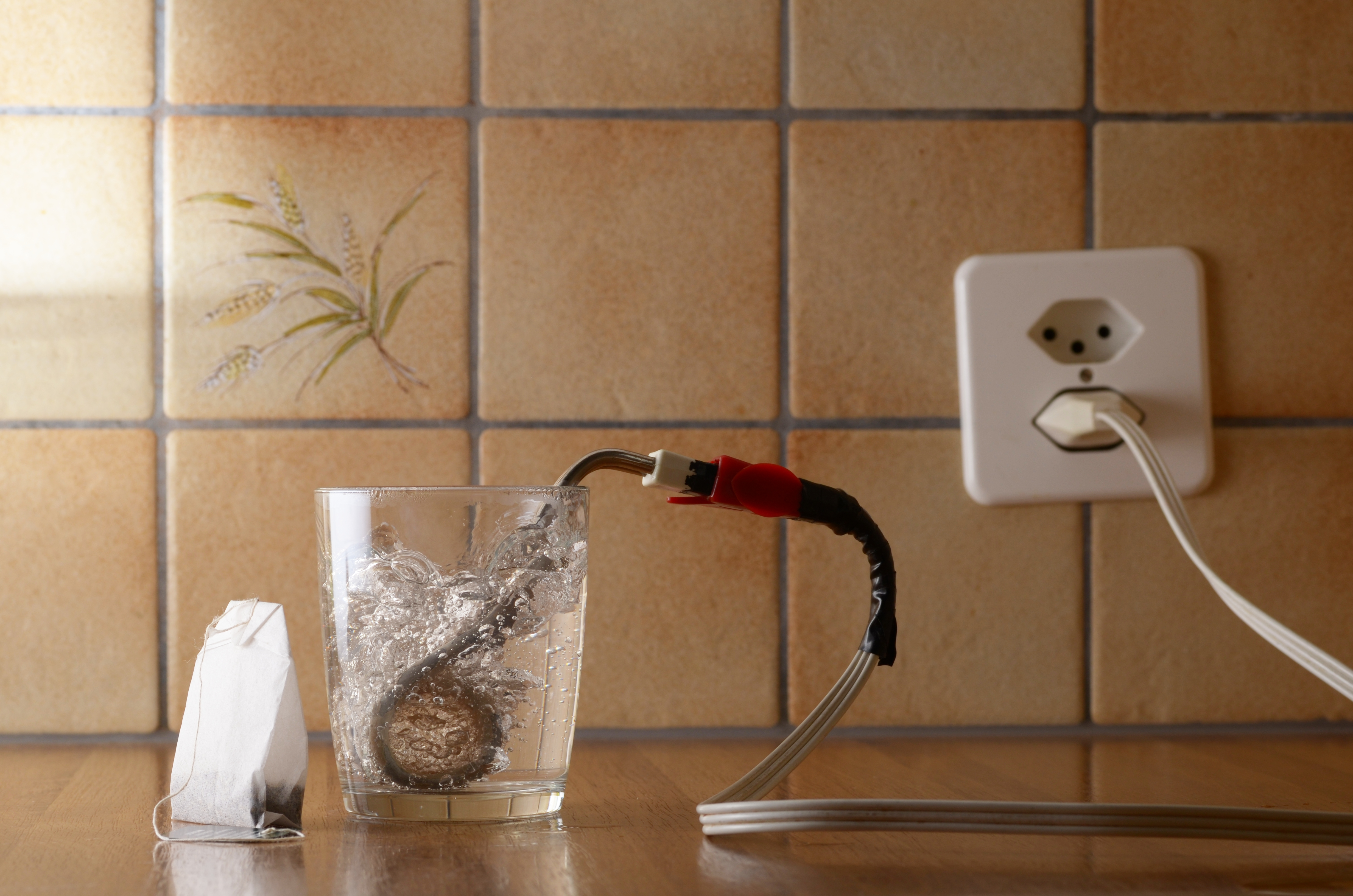
Calefactor d'immersió domèstic petit, 500 W

Un escalfador d'immersió té un element escalfador de resistència elèctrica encastat en un tub, col·locat a l'aigua (o un altre fluid) per escalfar. L'element calefactor es pot inserir directament al líquid o instal·lar-se dins d'una canonada metàl·lica per protegir-se de la corrosió i facilitar el manteniment. És possible que els escalfadors d'immersió portàtils no tinguin un termòstat de control, ja que només estan pensats per a ser utilitzats breument i sota el control d'un operador.
Per al subministrament d'aigua calenta sanitària, o aigua calenta de procés industrial, es poden utilitzar elements de calefacció instal·lats de manera permanent en un dipòsit d'aigua calenta aïllat, controlats per un termòstat per regular la temperatura. Les unitats domèstiques només poden tenir uns pocs quilowatts. Els calefactors d'aigua industrials poden arribar als 2000 quilowatts. Quan hi hagi tarifes d'energia elèctrica fora de punta, es pot emmagatzemar aigua calenta per utilitzar-la quan sigui necessari.
Els calefactors elèctrics de dutxa i sense tanc també utilitzen un calefactor d'immersió (protegit o nu) que s'encén amb el flux d'aigua. Es pot canviar un grup de calefactors separats per oferir diferents nivells de calefacció. Les dutxes elèctriques i els calefactors sense dipòsit solen utilitzar entre 3 i 10,5 quilowatts.
Els minerals presents al subministrament d'aigua poden precipitar fora de la solució i formar una escala dura a la superfície de l'element de calefacció, o poden caure al fons del dipòsit i obstruir el flux d'aigua. El manteniment dels equips d'escalfament d'aigua pot requerir l'eliminació periòdica de les incrustacions i els sediments acumulats. On se sap que els subministraments d'aigua estan molt mineralitzats, la producció a escala es pot reduir mitjançant l'ús d'elements de calefacció de baixa densitat de watts.

### Calefactors de circulació
Els calefactors de circulació o els "intercanviadors de calor elèctrics directes" (DEHE) utilitzen elements calefactors inserits directament en un medi "costat de la carcassa" per proporcionar l'efecte de calefacció. Tota la calor generada per el calefactor de circulació elèctrica es transfereix al medi, de manera que un calefactor elèctric és eficient al 100%. Els intercanviadors de calor elèctrics directes o "calefactors de circulació" s'utilitzen per escalfar líquids i gasos en processos industrials.

### Calefactor d'elèctrodes
Amb un calefactor d'elèctrodes, no hi ha resistència de filferro i el propi líquid actua com a resistència. Això té perills potencials, de manera que les normatives que regulen els calefactors d'elèctrodes són estrictes.

## Aspectes ambientals i d'eficiència
L'eficiència de qualsevol sistema depèn de la definició dels límits del sistema. Per a un client d'energia elèctrica, l'eficiència de la calefacció elèctrica d'espais és del 100% perquè tota l'energia comprada es converteix en calor. Tanmateix, si s'inclou una central elèctrica que subministra electricitat, l'eficiència general disminueix dràsticament. Per exemple, una central elèctrica de combustibles fòssils només ofereix 3-5 unitats d'energia elèctrica per cada 10 unitats d'energia de combustible alliberada. Tot i que el calefactor elèctric és 100% eficient, la quantitat de combustible necessària per produir la calor és més que si el combustible es cremés en un forn o caldera de l'edifici que s'escalfa. Si un consumidor pogués utilitzar el mateix combustible per a la calefacció de l'espai, seria més eficient cremar el combustible a l'edifici de l'usuari final. D'altra banda, substituir la calefacció elèctrica per calefactors de combustibles fòssils, no és necessàriament bo, ja que elimina la possibilitat de tenir calefacció elèctrica renovable, això es pot aconseguir mitjançant l'obtenció d'electricitat d'una font renovable.
Les variacions entre països que generen energia elèctrica afecten les preocupacions sobre l'eficiència i el medi ambient. L'any 2015 França només va generar el 6% de la seva electricitat a partir de combustibles fòssils, mentre que Austràlia va obtenir més del 86% de la seva electricitat a partir de combustibles fòssils. La neteja i l'eficiència de l'electricitat depenen de la font.
A Suècia, l'ús de la calefacció elèctrica directa s'ha restringit des dels anys 80 per aquest motiu, i hi ha plans per eliminar-lo completament (vegeu Eliminació gradual del petroli a Suècia ), mentre que Dinamarca ha prohibit la instal·lació de calefacció elèctrica directa en edificis nous. per motius semblants. En el cas d'edificis nous, es poden utilitzar tècniques de construcció de baix consum energètic que pràcticament poden eliminar la necessitat de calefacció, com les construïdes segons l' estàndard Passivhaus.
Al Quebec, però, la calefacció elèctrica és encara la forma més popular de calefacció domèstica. Segons una enquesta de Statistics Canada de 2003, el 68% de les llars de la província utilitzen electricitat per a la calefacció. Més del 90% de tota l'energia consumida al Quebec és generada per les preses hidroelèctriques, que tenen baixes emissions de gasos d'efecte hivernacle en comparació amb les centrals elèctriques de combustibles fòssils. Les tarifes baixes i estables són cobrades per Hydro-Québec, el servei públic de propietat provincial.
En els darrers anys, hi ha hagut una tendència important dels països a generar electricitat baixa en carboni a partir de fonts renovables, sumant-se a l'energia nuclear i l'energia hidroelèctrica, que són fonts de baixes emissions de carboni de llarga data. Per exemple, la petjada de carboni de l'electricitat del Regne Unit per kWh el 2019 va ser menys de la meitat que el 2010. No obstant això, a causa de l'elevat cost de capital, el cost de l'electricitat no ha baixat i normalment és 2-3 vegades superior al de la crema de combustible. Per tant, la calefacció elèctrica directa ara pot donar una petjada de carboni similar a la de la calefacció de gas o gasoil, però el cost segueix sent més alt, tot i que les tarifes més barates en hores punta poden reduir aquest efecte.
Per proporcionar calor de manera més eficient, una bomba de calor accionada elèctricament pot augmentar la temperatura interior extraient energia del sòl, l'aire exterior o corrents de residus com l'aire d'escapament. Això pot reduir el consum d'electricitat fins a un 35% del que s'utilitza per la calefacció resistiva. Quan la font principal d'energia elèctrica és hidroelèctrica, nuclear o eòlica, la transferència d'electricitat a través de la xarxa pot ser convenient, ja que el recurs pot ser massa llunyà per a aplicacions de calefacció directa (amb l'excepció notable de l'energia solar tèrmica).
L'electrificació de la calor de l'espai i la calefacció de l'aigua es proposa cada cop més com una manera d'avançar per descarbonitzar el sistema energètic actual, especialment amb bombes de calor. En cas d'electrificació a gran escala, s'han de tenir en compte els impactes a la xarxa elèctrica a causa del potencial augment de la demanda màxima d'electricitat i l'exposició a esdeveniments meteorològics extrems.

## Aspectes econòmics
El funcionament de calefactors de resistència elèctrica per escalfar una zona durant llargs períodes és costós en moltes regions. Tanmateix, l'ús intermitent o parcial del dia pot ser més rendible que la calefacció sencer de l'edifici a causa d'un control zonal superior.
Per exemple: un menjador en una oficina té un horari limitat. Durant els períodes de baix ús un "monitor" del nivell de calor (50 °F o 10 °C ) és proporcionada pel sistema de calefacció central. Les hores punta d'ús entre les 11:00 i les 14:00 s'escalfen a "nivells de confort" (70 °F o 21 °C). Es poden aconseguir estalvis significatius en el consum global d'energia, ja que les pèrdues de radiació infraroja per radiació tèrmica no són tan grans amb un gradient de temperatura més petit tant entre aquest espai com l'aire exterior no escalfat, així com entre la nevera i el menjador (ara més fresc).
Econòmicament, la calor elèctrica es pot comparar amb altres fonts de calefacció domèstica multiplicant el cost local per quilowatt hora de l'electricitat pel nombre de quilowatts que utilitza el calefactor. Per exemple: calefactor de 1500 watts a 12 cèntims per quilowatt hora 1,5×12=18 cèntims per hora. En comparar-lo amb la combustió de combustible, pot ser útil convertir quilowatts hora a BTU : 1,5 kWh × 3412,142=5118 BTU.

## Calefacció elèctrica industrial
La calefacció elèctrica s'utilitza àmpliament a la indústria.
Els avantatges dels mètodes de calefacció elèctrica respecte d'altres formes inclouen el control de precisió de la temperatura i la distribució de l'energia tèrmica, la combustió no utilitzada per desenvolupar calor i la capacitat d'assolir temperatures que no es poden aconseguir fàcilment amb la combustió química. La calor elèctrica es pot aplicar amb precisió al punt precís necessari en un procés, a una alta concentració de potència per unitat d'àrea o volum. Els dispositius de calefacció elèctrica es poden construir en qualsevol mida requerida i es poden ubicar a qualsevol lloc de la planta. Els processos de calefacció elèctrica són generalment nets, silenciosos i no emeten gaire calor de subproducte a l'entorn. Els equips de calefacció elèctrica tenen una alta velocitat de resposta, cosa que els presta a equips de producció en massa de cicle ràpid.
Les limitacions i els desavantatges de la calefacció elèctrica a la indústria inclouen el cost més elevat de l'energia elèctrica en comparació amb l'ús directe del combustible, i el cost de capital tant del propi aparell de calefacció elèctrica com de la infraestructura necessària per lliurar grans quantitats d'energia elèctrica al punt d'ús.. Això es pot compensar una mica amb els guanys d'eficiència a la planta (in situ) en utilitzar menys energia en general per aconseguir el mateix resultat.
El disseny d'un sistema de calefacció industrial comença amb l'avaluació de la temperatura requerida, la quantitat de calor requerida i les maneres factibles de transferir energia tèrmica. A més de la conducció, la convecció i la radiació, els mètodes de calefacció elèctrica poden utilitzar camps elèctrics i magnètics per escalfar el material.
Els mètodes de calefacció elèctrica inclouen la calefacció per resistència, la calefacció per arc elèctric, la calefacció per inducció i la calefacció dielèctrica. En alguns processos (per exemple, soldadura per arc), el corrent elèctric s'aplica directament a la peça de treball. En altres processos, la calor es produeix dins de la peça per inducció o pèrdues dielèctriques. A més, es pot produir calor i després transferir-se a l'obra per conducció, convecció o radiació.
Els processos de calefacció industrial es poden classificar a grans trets com a baixa temperatura (fins a uns 400 °C o 752 °F ), temperatura mitjana (entre 400 i 1,150 °C o 752 i 2,102 °F ) i alta temperatura (més enllà 1,150 °C o 2,102 °F). Els processos a baixa temperatura inclouen la cocció i l'assecat, el curat d'acabats, la soldadura, l'emmotllament i la conformació de plàstics. Els processos de temperatura mitjana inclouen la fusió de plàstics i alguns no metalls per a la fosa o la remodelació, així com el recuit, l'alleujament i el tractament tèrmic de metalls. Els processos d'alta temperatura inclouen la fabricació d'acer, la soldadura forta, la soldadura, la fosa de metalls, el tall, la fosa i la preparació d'alguns productes químics.